# 유룡 (부후)
유룡(劉龍, ? ~ 기원전 110년) 또는 유습(劉襲)은 전한 중기의 제후로, 제북식왕의 아들이다.

## 생애
원삭 3년(기원전 127년), 부후(富侯)에 봉해졌다.
부후 용 16년, 즉 원봉 원년(기원전 110년), 종을 시켜 사람을 죽인 죄로 옥사하였다. 사기에서는 사망 기사가 보이지 않으며, 한서에는 연호가 '원강'으로 잘못 표기되어 있다.

## 출전
- 사마천, 《사기》 권21 건원이래왕자후자연표
- 반고, 《한서》 권15상 왕자후표 上